# Košarka na Olimpijskim igrama
Košarka na Olimpijskim igrama se prvi puta pojavila kao demonstracijski sport još na Igrama u St. Louisu 1904. godine. U službeni program je taj sport uvršten na Igrama u Berlinu 1936. godine, i to samo u muškoj konkurenciji. Od tada je muška košarka bila u programu svih daljnjih izdanja ljetnih Olimpijskih igara. Košarka za žene je uključena u program Igara u Montrealu 1976. godine.

## Osvajači odličja na OI u košarci
| Godina               | Žene      | Žene            | Žene            | Muški           | Muški           | Muški           |
| Godina               | Pobjednik | Drugoplasirani  | Trećeplasirani  | Pobjednik       | Drugoplasirani  | Trećeplasirani  |
| -------------------- | --------- | --------------- | --------------- | --------------- | --------------- | --------------- |
| Berlin 1936.         |           |                 |                 | SAD             | Kanada          | Meksiko         |
| London 1948.         | SAD       | Francuska       | Brazil          |                 |                 |                 |
| Helsinki 1952.       | SAD       | SSSR            | Urugvaj         |                 |                 |                 |
| Melbourne 1956.      | SAD       | SSSR            | Urugvaj         |                 |                 |                 |
| Rim 1960.            | SAD       | SSSR            | Brazil          |                 |                 |                 |
| Tokio 1964.          | SAD       | SSSR            | Brazil          |                 |                 |                 |
| Ciudad Mexico 1968.  | SAD       | SFR Jugoslavija | SSSR            |                 |                 |                 |
| München 1972.        | SSSR      | SAD             | Kuba            |                 |                 |                 |
| Montreal 1976.       | SSSR      | SAD             | Bugarska        | SAD             | SFR Jugoslavija | SSSR            |
| Moskva 1980.         | SSSR      | Bugarska        | SFR Jugoslavija | SFR Jugoslavija | Italija         | SSSR            |
| Los Angeles 1984.    | SAD       | Južna Koreja    | Kina            | SAD             | Španjolska      | SFR Jugoslavija |
| Seul 1988.           | SAD       | SFR Jugoslavija | SSSR            | SSSR            | SFR Jugoslavija | SAD             |
| Barcelona 1992.      | ZND       | Kina            | SAD             | SAD             | Hrvatska        | Litva           |
| Atlanta 1996.        | SAD       | Brazil          | Australija      | SAD             | SR Jugoslavija  | Litva           |
| Sydney 2000.         | SAD       | Australija      | Brazil          | SAD             | Francuska       | Litva           |
| Atena 2004.          | SAD       | Australija      | Rusija          | Argentina       | Italija         | SAD             |
| Peking 2008.         | SAD       | Australija      | Rusija          | SAD             | Španjolska      | Argentina       |
| London 2012.         | SAD       | Francuska       | Australija      | SAD             | Španjolska      | Rusija          |
| Rio de Janeiro 2016. | SAD       | Španjolska      | Srbija          | SAD             | Srbija          | Španjolska      |
| Tokio 2020.          | SAD       | Japan           | Francuska       | SAD             | Francuska       | Australija      |
| Pariz 2024.          | SAD       | Francuska       | Australija      | SAD             | Francuska       | Srbija          |

## Odličja po državama

### Žene
Po stanju nakon OI 2024.
| Država          | Zlato | Srebro | Bronca | Ukupno |
| --------------- | ----- | ------ | ------ | ------ |
| SAD             | 10    | 1      | 1      | 12     |
| SSSR            | 2     | 0      | 1      | 3      |
| ZND             | 1     | 0      | 0      | 1      |
| Australija      | 0     | 3      | 3      | 6      |
| Francuska       | 0     | 2      | 1      | 3      |
| SFR Jugoslavija | 0     | 1      | 1      | 2      |
| Brazil          | 0     | 1      | 1      | 2      |
| Kina            | 0     | 1      | 1      | 2      |
| Bugarska        | 0     | 1      | 1      | 2      |
| Španjolska      | 0     | 1      | 0      | 1      |
| Južna Koreja    | 0     | 1      | 0      | 1      |
| Japan           | 0     | 1      | 0      | 1      |
| Rusija          | 0     | 0      | 2      | 2      |
| Srbija          | 0     | 0      | 1      | 1      |

### Muški
Po stanju nakon OI 2024.
| Država             | Zlato | Srebro | Bronca | Ukupno |
| ------------------ | ----- | ------ | ------ | ------ |
| SAD                | 17    | 1      | 2      | 20     |
| SSSR               | 2     | 4      | 3      | 9      |
| SFR Jugoslavija    | 1     | 3      | 1      | 5      |
| Argentina          | 1     | 0      | 1      | 2      |
| Francuska          | 0     | 4      | 0      | 4      |
| Španjolska         | 0     | 3      | 1      | 4      |
| Italija            | 0     | 2      | 0      | 2      |
| Srbija             | 0     | 1      | 1      | 2      |
| Srbija i Crna Gora | 0     | 1      | 0      | 1      |
| Hrvatska           | 0     | 1      | 0      | 1      |
| Kanada             | 0     | 1      | 0      | 1      |
| Litva              | 0     | 0      | 3      | 3      |
| Brazil             | 0     | 0      | 3      | 3      |
| Urugvaj            | 0     | 0      | 2      | 2      |
| Rusija             | 0     | 0      | 1      | 1      |
| Kuba               | 0     | 0      | 1      | 1      |
| Meksiko            | 0     | 0      | 1      | 1      |
| Australija         | 0     | 0      | 1      | 1      |

## Vanjske poveznice
- Sportnet  Arhivirana inačica izvorne stranice od 28. srpnja 2012. (Wayback Machine) Bernard Jurišić: Ako nam Srbija krade prošle olimpijske medalje, hoće li nam Luksemburg ukrasti buduće?, 24. srpnja 2012.

| Međunarodna košarka | Međunarodna košarka |
| --- | ------------------- |
| |                     |
| FIBA \| Olimpijske igre \| Svjetsko prvenstvo \| FIBA-ina ljestvica Afrika: FIBA Afrika – Afričko prvenstvo Amerika: FIBA Amerika – Američko prvenstvo Azija: FIBA Azija - Azijsko prvenstvo Europa: FIBA Europa – Europsko prvenstvo Oceanija: FIBA Oceanija – Oceanijsko prvenstvo |                     |

| Međunarodna košarka | Međunarodna košarka |
| --- | ------------------- |
| |                     |
| FIBA \| Olimpijske igre \| Svjetsko prvenstvo \| FIBA-ina ljestvica Afrika: FIBA Afrika – Afričko prvenstvo Amerika: FIBA Amerika – Američko prvenstvo Azija: FIBA Azija - Azijsko prvenstvo Europa: FIBA Europa – Europsko prvenstvo Oceanija: FIBA Oceanija – Oceanijsko prvenstvo |                     |